# 혹가이도조선초중고급학교
혹가이도조선초중고급학교(일본어: 北海道朝鮮初中高級学校 홋카이도 조선 초중고급학교[*])는 학교법인 홋카이도조선학원이 운영하는 조선학교이다.
삿포로시 기요타 구 히라오카 4조2가 6-1(〒004-0874 札幌市清田区平岡4条2丁目6-1)에 있으며, 홋카이도에 있는 유일한 조선학교이다. 일본의 초등학교·중학교·고등학교에 상당하는 교육을 실시하고 있는 각종 학교(비일조교)이다. 김명준 감독의 다큐멘터리 영화 《우리학교》의 배경지이기도 하다.

## 연혁
- 1961년 4월 10일: 홋카이도조선초중급학교 설립.
- 1961년 9월 1일: 지토세조선초급학교 통합.
- 1961년 9월 23일: 교사 준공(삿포로 시 시로이시 구 난사토).
- 1968년 12월 12일: 학교법인 홋카이도조선학원 인가.
- 1971년 10월 25일: 신교사 준공(삿포로 시 기요타 구 히라오카).
- 1982년 4월 5일: 고급부 병설.

## 학과
- 초급부
- 중급부
- 고급부